# Alexandre-Charles-Albert-Joseph Renard
Alexandre Charles Albert Joseph Renard (Avelin, 7 de junho de 1906 - Paris, 8 de outubro de 1983) foi um cardeal católico romano e arcebispo de Lyon. Ele foi ordenado em 12 de julho de 1931 em Lille.

## Vida e carreira
Ele lecionou no Marcq College , Baraeul de 1933 a 1936 , e depois ensinou no seminário de Haubourdin até 1938. Ele continuou seus ensinamentos durante a Segunda Guerra Mundial na Universidade Católica de Lille até 1943, e também fez trabalho pastoral na diocese de Lille até 1947.
Em 19 de agosto de 1953, o papa Pio XII nomeou Renard Bispo de Versalhes e, em 28 de maio de 1967, foi nomeado para a sede metropolitana de Lyon pelo papa Paulo VI . Ele foi criado Cardeal-Sacerdote da SS. Trinità al Monte Pincio em 26 de junho de 1967 pelo Papa Paulo.
Ele participou dos dois conclaves de 1978 que elegeram o papa João Paulo I e o papa João Paulo II . Aposentou-se como arcebispo aos 75 anos de idade. O cardeal Renard morreu em 1983, após uma cirurgia, aos 77 anos.